# Cavalcada nocturna i sortida del sol
Cavalcada nocturna i sortida del sol (en finès⁣: Öinen ratsastus ja auringonnousu) és un poema simfònic d'un sol moviment per a orquestra escrit la tardor del 1908 pel compositor finlandès Jean Sibelius. Sibelius va donar diferents relats sobre la inspiració d'aquesta música. Una, explicada a Karl Ekman, era que es va inspirar en la seva primera visita al Colosseu de Roma, el 1901. Un altre relat, donat en els seus darrers anys al seu secretari Santeri Levas, va ser que la inspiració va ser un passeig en trineu des de Hèlsinki fins a Kerava "en algun moment del tombant de segle", durant el qual va veure una sorprenent sortida del sol.

## Orquestració
Sibelius va escriure l'obra per a flautí, 2 flautes, 2 oboès, 2 clarinets, clarinet baix, 2 fagots, contrafagot, 4 trompes, 2 trompetes, 3 trombons, tuba, timbals, bombo, caixa, tamborí, triangle i cordes.

## Història
Sibelius va afirmar que va tenir la idea per primera vegada quan estava treballant en la seva Segona Simfonia el 1901, mentre estava a Itàlia amb la seva família. El tema principal li va venir, va dir, mentre mirava el Colosseu a la llum de la lluna.
Sibelius va completar la partitura el novembre de 1908 i va enviar el manuscrit a Aleksandr Ziloti, que va dirigir la primera representació, a Sant Petersburg, el 1909. Les crítiques de la primera actuació van ser desfavorables, excepte una a Novy Russ, i un crític va qualificar la direcció de Siloti de "fluixa i monòtona". Un escriptor del Novoye Vremya va preguntar: "Qui està realment muntant i per què?" Siloti havia fet retallades a la partitura.
L'obra representa una experiència subjectiva i espiritual de la natura per part d'"un home normal". Es desenvolupa en tres parts oposades: una secció galopant la llargada i la tenacitat de la qual produeixen una de les declaracions més estranyes de Sibelius; una breu transició hímnica a les cordes⁣; i una sortida de sol exquisida del nord els primers raigs del qual emergeixen en les trompes.
Una actuació típica dura uns catorze minuts.

## Enregistraments
El juliol de 1956, la peça va ser gravada per Sir Adrian Boult i la London Philharmonic Orchestra.